# الاضطرابات العقلية والجنس
يرتبط نوع الجنس بانتشار بعض الاضطرابات العقلية، بما في ذلك الاكتئاب والقلق والشكاوى الجسدية. من المرجح أن تشخيص النساء بالاكتئاب الشديد أكثر شيوعاً، في حين أن الرجال أكثر عرضة للتشخيص بإدمان المواد واضطراب الشخصية المعادية للمجتمع. لا توجد فروق ملحوظة بين الجنسين في معدلات تشخيص الاضطرابات مثل انفصام الشخصية واضطراب الشخصية الحدية والاضطراب الثنائي القطب. برغم من تعرض الرجال لتجارب مثل الحوادث والحروب والموت مما يجعلهم عرضة لاضطراب ما بعد الصدمة، إلا أنه يتم تشخيص النساء باضطراب ما بعد الصدمة بمعدلات أعلى بسبب تجارب الاغتصاب والاعتداء الجنسي على الأطفال. يُظهر الأشخاص الذين يحددون نوعًا من الجنس ما بين الجنسين زيادة خطر الإصابة بالاكتئاب والقلق واضطراب ما بعد الصدمة.
افترض سيجموند فرويد أن النساء أكثر عرضة للإصابة بالأمراض العصبية لأنهن عانين من العدوان تجاه الذات، والذي ينبع من مشاكل في النمو. يقابل افتراض فرويد فكرة أن العوامل الاجتماعية قد تلعب دوراً رئيسياً في تطور المرض العقلي. عند النظر في النوع الاجتماعي والأمراض العقلية، يجب على المرء أن ينظر إلى كل من العوامل البيولوجية والاجتماعية  والثقافية لشرح المجالات التي يكون فيها الرجال والنساء أكثر عرضة للإصابة بأمراض عقلية مختلفة. للأبوية المجتمعية ونوع الجنس والتعرض لعوامل الخطر الأخرى للصحة العقلية آثار ضارة على التصورات النفسية لكل من الرجال والنساء. يتعرض كل من الرجال والنساء لضغوط من المجتمع ليظهروا بطريقة معينة، مما يدفع بعض الناس إلى للتعرض لاضطرابات الأكل واضطرابات النشاط كآلية للتكيف. عندما يتم التحكم في بعض العوامل مثل العمل خارج المجال المنزلي يقع النساء والرجال في الأمراض العقلية بمعدلات متساوية تقريبًا. أظهرت النساء معدلات أقل للأمراض العقلية بشكل عام في بعض الحالات التي يتم فيها التحكم في هذه العوامل. سوف تستكشف هذه الويكيبيديا الفرق في انتشار بعض الاضطرابات العقلية لدى الرجال والنساء، والمخاطر المتزايدة لاضطرابات عقلية محددة في مجتمع المثليين، ومختلف الأسباب المقترحة لهذه الفوارق بين الجنسين في الصحة العقلية.

## الفروق بين الجنسين في الصحة العقلية بين النساء والرجال

### عوامل الخطر الخاصة بالجنس
عوامل الخطر الخاصة بالجنس تزيد من احتمال الإصابة باضطراب عقلي معين بناءً على جنس الفرد. بعض عوامل الخطر الخاصة بنوع الجنس والتي تؤثر بشكل غير متناسب على النساء هي عدم المساواة في الدخل وانخفاض الترتيب الاجتماعي ورعاية الأطفال التي لا تستجيب، والعنف القائم على النوع الاجتماعي والعيوب الاجتماعية والاقتصادية.

### القلق
تزيد احتمالية إصابة النساء باضطراب القلق العام أكثر من الرجال مرتين إلى ثلاث مرات، ولديهن درجات أعلى من القلق الذاتي. تزيد احتمالية إصابة النساء باضطراب الهلع أكثر من الرجال في الولايات المتحدة. تتأثر المرأة أيضا بضعف احتمال التعرض للرهاب. بالإضافة إلى ذلك، يحدث اضطراب القلق الاجتماعي بين النساء والرجال بمعدلات مماثلة. يؤثر اضطراب الوسواس القهري على الرجال والنساء على حد سواء.
يمكن أن يحدث القلق مع أمراض عقلية أخرى.  مقارنة بالرجال، فإن النساء أكثر عرضة للإصابة باضطرابات نفسية متعددة في حياتهم مثل مزيج من اضطرابات القلق العامة والاكتئاب الشديد. لدي النساء فرصة أكبر للإصابة باضطراب القلق في وقت أبكر من الرجال. لدي الفتيات احتمالية متزايدة لاضطرابات القلق أكثر من الأولاد. يرتبط القلق أثناء الطفولة والمراهقة بشكل كبير مع نوبات الاكتئاب اللاحقة ومحاولات الانتحار اللاحقة. 
علاج القلق في معظم الحالات غير مبال بالجنس. العلاج السلوكي المعرفي حقق نجاح حوالي 60-70 ٪ لكل من النساء والرجال. 

### الاكتئاب
النساء أكثر عرضة للإصابة بالاكتئاب من الرجال بغض النظر عن عمر الفرد وبلد المنشأ. الاضطراب الاكتئابي الرئيسي المعروف أيضًا باسم الاكتئاب أحادي القطب هو أكثر شيوعاً لدى النساء. ترتبط عوامل الخطر مثل التجارب المؤلمة والأدوار القائمة على النوع الاجتماعي والضغط النفسي بالاكتئاب.  من المرجح أن النساء تحاول الانتحار أكثر من الرجال في الولايات المتحدة والمنطقة الأوروبية. ومع ذلك، فإن معدل الانتحار في الولايات المتحدة أعلى أربع مرات للرجال من النساء. هناك مجموعة أخرى من النساء المصابات بالاكتئاب هي النساء الأكبر سناً. الاكتئاب هو أحد الاضطرابات العقلية الرئيسية لكبار السن، والنساء هن غالبية البالغين الأكبر سنًا المصابين بالاكتئاب. 
على الرغم من أن الرجال قد يكون لديهم علامات تشخيص مماثلة للنساء، فإن وجود تحيز جنساني يؤدي إلى زيادة تشخيص الاكتئاب لدى النساء أكثر من الرجال. 

#### اكتئاب ما بعد الولادة
يعاني الرجال والنساء من اكتئاب ما بعد الولادة. يؤثر اكتئاب الأم بعد الولادة على حوالي 13٪ من النساء. تعد معدلات اكتئاب الإناث بعد الولادة أعلى في البلدان النامية بنحو 20 ٪. يؤثر اكتئاب ما بعد الولادة الأبوي على 1 من أصل 10 رجال. ويرتبط مع انخفاض في هرمون تستوستيرون وزيادة في أعراض الاكتئاب. يعد اكتئاب الأم بعد الولادة عاملاً خطيرًا في اكتئاب ما بعد الولادة الأبوي.
تعاني امرأة واحدة من 7 نساء من اكتئاب ما بعد الولادة في الولايات المتحدة. تتأثر امرأة واحدة من 5 نساء بالاكتئاب بعد الولادة في بعض الولايات الأمريكية.

### اضطراب الأكل
تشكل النساء 85-95 ٪ من المصابين بفقدان الشهية العصبي والشره المرضي و 65 ٪ من الذين يعانون من اضطرابات الأكل بنهم. العوامل التي تسهم في عدم التناسق بين الجنسين في اضطرابات الأكل هي التصورات التي تحيط بـ «النحافة» فيما يتعلق بالنجاح والجاذبية الجنسية والضغوط الاجتماعية من وسائل الإعلام التي تستهدف بشكل كبير النساء. تتشابه الأعراض التي يعاني منها المصابون  بين الذكور والإناث باضطرابات الأكل تمامًا مثل صورة الجسم المشوهة.
على عكس الصورة النمطية لارتباط اضطرابات الأكل بالإناث، فإن الرجال يعانون أيضًا من اضطرابات الأكل. ومع ذلك، فإن التحيز الجنسي ووصمة العار يؤدي إلى عدم الإبلاغ عن الرجال أو تشخيصهم باضطرابات الأكل. لقد وُجد أن الأطباء ليسوا مدربين تدريبا جيدا ويفتقرون إلى الموارد الكافية لعلاج الرجال الذين يعانون من اضطرابات الأكل.  من المحتمل أن يعاني الرجال الذين يعانون من اضطرابات الأكل من خلل في العضلات. 

## الفروق بين الجنسين بعد الصدمة

### اضطراب ما بعد الصدمة
هو من بين النتائج الأكثر شيوعًا استجابةً لحدث صادم. وجدت الأبحاث أن النساء لديهن معدلات أعلى من اضطراب ما بعد الصدمة مقارنة بالرجال. وفقا للدراسات، تزيد احتمالية إصابة النساء باضطراب ما بعد الصدمة مرتين أو ثلاث مرات أكثر من الرجال. معدل انتشار اضطراب ما بعد الصدمة مدى الحياة هو حوالي 10-12 ٪ في النساء و 5-6 ٪ في الرجال.  النساء أكثر عرضة بأربعة أضعاف للإصابة بمرض اضطراب ما بعد الصدمة المزمن مقارنة بالرجال. هناك اختلافات ملحوظة في أنواع الأعراض التي يعاني منها الرجال والنساء.  النساء أكثر عرضة لتجربة مجموعات فرعية محددة من الأعراض، مثل إعادة تجربة الأعراض (مثل الفلاش باك) واليقظة المفرطة والشعور بالاكتئاب والتنميل.   وجد أن هذه الاختلافات لتكون ثابتة عبر الثقافات.  يعد عامل الاغتصاب أحد عوامل الخطر المهمة لتحفيز الإصابة باضطراب ما بعد الصدمة في الأطفال. في الولايات المتحدة، يصاب 65 ٪ من الرجال و 45.9 ٪ من النساء اللائي يتعرضن للاغتصاب باضطرابات ما بعد الصدمة. 
وقد وجدت الدراسات أن الرجال أكثر عرضة للإصابة بالاضطراب ما بعد الصدمة نتيجة لمجابهة القتال والحرب والحوادث والاعتداءات غير الجنسية والكوارث الطبيعية ومشاهدة الموت أو الإصابة. وفي الوقت نفسه، من المرجح أن تعزى النساء اضطرابات ما بعد الصدمة إلى الاغتصاب والاعتداء الجنسي والتحرش الجنسي والاعتداء الجنسي على الأطفال.   ومع ذلك، على الرغم من التفسير النظري القائل بأن الفروق بين الجنسين كانت بسبب معدلات التعرض المختلفة لصدمات شديدة التأثير مثل الاعتداءات الجنسية، وجد التحليل التلوي أنه عند استبعاد حالات الاعتداء الجنسي أو الاعتداء الجنسي بقيت النساء أكثر عرضة لتطوير اضطراب ما بعد الصدمة.  بالإضافة إلى ذلك، فقد وجد أنه عند النظر إلى أولئك الذين عانوا من الاعتداءات الجنسية فقط بقيت النساء على الأرجح معرضة لضعف احتمال إصابة الرجال باضطراب ما بعد الصدمة.  وبالتالي، فمن المرجح أن التعرض لأحداث صدمة معينة مثل الاعتداء الجنسي لا يفسر إلا جزئياً الفروق بين الجنسين الملحوظة في اضطراب ما بعد الصدمة. 

### الاكتئاب
على الرغم من أن اضطراب ما بعد الصدمة هو أكثر استجابة نفسية معروفة للصدمة إلا أن الاكتئاب قد يتطور أيضًا بعد التعرض لأحداث صدمة.  تواجه النساء ضعف معدل الاعتداء الجنسي على الرجال بموجب تعريف الاعتداء الجنسي بأنه اجبار على الاتصال الجنسي غير المرغوب فيه. يرتبط تاريخ الاعتداء الجنسي بزيادة معدلات الاكتئاب. وجدت دراسات للناجين من الاعتداء الجنسي على الأطفال أن معدلات الاعتداء الجنسي على الأطفال تراوحت بين 7-19 ٪ للنساء و 3-7 ٪ للرجال. يساهم هذا التباين بين الجنسين في الاعتداء الجنسي على الأطفال في 35 ٪ من الفرق بين الجنسين في اكتئاب البالغين.  تشير الدراسات إلى أن النساء أكثر عرضة لخطر الإصابة بأحداث مؤلمة في الطفولة، وخاصة الاعتداء الجنسي على الأطفال. ارتبط هذا الخطر بزيادة خطر الإصابة بالاكتئاب. كما هو الحال مع اضطراب ما بعد الصدمة، قد يسهم الدليل على وجود اختلاف بيولوجي بين الرجال والنساء في الفرق بين الجنسين الملحوظ. ومع ذلك فإن الأبحاث حول الاختلافات البيولوجية بين الرجال والنساء الذين عانوا من أحداث مؤلمة لم تصل بعد إلى نتيجة حاسمة. 

## الاختلافات بين الجنسين في الصحة العقلية داخل المجتمع المثلي

### عوامل الخطر ونموذج ضغط الأقليات
يأخذ نموذج ضغط الأقلية في الاعتبار الضغوطات الكبيرة التي تؤثر بشكل واضح على الصحة العقلية لأولئك الذين يعرفون على أنهم مثليون أو متحولون جنسياً أو ذوي هوية جنسية أخرى غير مطابقة. بعض عوامل الخطر التي تسهم في تدهور الصحة العقلية هي عدم التماثل والاختلاف والمضايقة والرفض (رفض الأسرة والإقصاء الاجتماعي) والوصمة والتحامل والحرمان من الحقوق المدنية والإنسانية وعدم الحصول على موارد الصحة العقلية وعدم الوصول إلى المساحات المؤيدة للنوع الاجتماعي (على سبيل المثال، مرافق ملائمة للنوع الاجتماعي)  ورهاب المثلية الداخلي. تضاعف هذه الضغوطات اليومية زيادة نتائج الصحة العقلية الضعيفة بين الأفراد في مجتمع المثليين.  تشير الدلائل إلى وجود علاقة مباشرة بين تعرض الأفراد المثليين للأمراض العقلية الحادة.

### وصم المثليين المصابين بأمراض عقلية حادة
هناك وصمة عار أكبر للشاذين جنسياً عندما يعانون من المرض النفسي. يؤثر وجود وصمة العار تمنع وصول العلاج للأفراد الذين لا يتوافقون مع الجنس الآخر وانفصام الشخصية.

### القلق
الأفراد المثليون هم أكثر عرضة للقلق لثلاثة أضعاف تقريبًا مقارنة بالأفراد العاديين. الرجال المثليين والمخنثين هم أكثر عرضة للإصابة باضطراب القلق العام مقارنة بالرجال الطبيعين.

### الاكتئاب
الأفراد غير مغايري الجنس هم أكثر عرضة للنوبات الاكتئابية ومحاولات الانتحار من أولئك الذين يعتبرون مغايرون جنسياً. يواجه الأفراد المثليون وصمة عار وانحياز اجتماعي ورفض يزيد من احتمال الإصابة بالاكتئاب بناءً على هويتهم الجنسية وتوجههم الجنسي. الرجال المثليين والمخنثين هم أكثر عرضة للإصابة بالاكتئاب الشديد والاضطراب الثنائي القطب مقارنة بالرجال المغايري الجنس.

## العنف ضد المرأة
هناك أنواع مختلفة من مستويات العنف التي يمكن أن تحدث ضد النساء. عرّفت منظمة الصحة العالمية العنف بأنه «الاستخدام المتعمد للقوة أو سواء كان تهديدًا أو فعليًا، ضد نفسها أو ضد شخص آخر أو ضد مجموعة من المجتمع مما ينتج عنه احتمال كبير بإحداث إصابة أو وفاة أو الأذى النفسي أو سوء النمو أو الحرمان» 

### عنف الشريك الحميم / العنف المنزلي
عنف الشريك الحميم هو قضية جنسانية بشكل خاص. البيانات التي تم جمعها من المسح الوطني للعنف ضد المرأة للنساء والرجال الذين تتراوح أعمارهم بين 18 و 65 عامًا، وجدت أن النساء أكثر عرضة بشكل ملحوظ من الرجال للعنف الجنسي الجسدي والجنسي. وفقًا للخط الساخن الوطني للعنف المنزلي «من 1994 إلى 2010، كان حوالي 4 من كل 5 من ضحايا عنف الشريك الحميم من الإناث».  تم إجراء العديد من الدراسات التي تربط تجربة كونك أحد الناجين من العنف المنزلي بعدد من مشكلات الصحة العقلية، بما في ذلك اضطرابات ما بعد الصدمة والقلق والاكتئاب والاعتماد على المواد المخدرة ومحاولات الانتحار. يؤكد همفريز وتيارا (2003) أن مجموعة الأدلة البحثية الموجودة تظهر صلة مباشرة بين تجربة عنف الشريك الحميم وارتفاع معدلات الأذى الذاتي والاكتئاب وأعراض الصدمة. وجد مسح العنف الجسدي أنه ارتبط بزيادة خطر ظهور أعراض الاكتئاب ومشاكل الاعتماد على المواد المخدرة والأمراض العقلية المزمنة. 
أكدت دراسة أجريت في عام 1995 على 171 امرأة ابلغوا عن تاريخ العنف المنزلي و 175 لم يبلغوا عن أي تاريخ من العنف المنزلي وأكدت هذه الفرضيات. ووجدت الدراسة أن النساء اللواتي لديهن تاريخ من العنف المنزلي كن أكثر عرضة للانفصال بنسبة 11.4 مرة و4.7 مرة أكثر عرضة للقلق و 3 مرات أكثر عرضة للإصابة بالاكتئاب و2.3 مرة أكثر عرضة للإصابة بمشكلة تعاطي المخدرات.  أشارت الدراسة نفسها إلى أن العديد من النساء اللائي تمت مقابلتهن ذكرن أنهن بدأن فقط في مواجهة مشاكل الصحة العقلية عندما بدأن يتعرضن للعنف في علاقاتهن الحميمة. 
يقدر أن واحد من كل 9 رجال يعانون من عنف الشريك الحميم الشديد. بالنسبة للرجال أيضًا، يرتبط العنف المنزلي بزيادة مخاطر الإصابة بالاكتئاب والسلوك الانتحاري. 

#### أسباب عنف الشريك الحميم
يمكن للمرء تحديد العديد من العوامل التي من المحتمل أن تؤدي إلى عنف الشريك الحميم:
- يعتمد عنف الشريك الحميم على الوضع الاجتماعي والاقتصادي. كلما زاد الوضع الاجتماعي والاقتصادي، كلما كانت العلاقات أقل عرضة لمواجهة صعوبات مالية. يمكن أن يقلل الاستقرار المالي العنف المنزلي. النساء غير المستقلات اقتصاديًا هن أقل عرضة للهروب من علاقة عنيفة لأنهن قد يشعرن بالاعتماد والضعف. بالإضافة إلى ذلك، نقص الموارد يزيد من مستويات التوتر والصراع في الأسرة.
- يرتبط انعدام الأمن الغذائي على مستوى الأسرة بزيادة تجربة العنف المنزلي.[41]
- يمكن للعنف المنزلي أن يظهر أيضًا كمخطط متكرر. والواقع أن الرجال الذين شهدوا آباءهم يستخدمون العنف ضد زوجاتهم أو أطفالهم الذين تعرضوا للعنف بأنفسهم من الأرجح أن يرتكبوا العنف تجاه شريكهم في العلاقة.
- قد يساهم الفقر والمخدرات في سلوك عنيف، لأن هذه المواد تقلل من السيطرة على الدوافع العنيفة.
- انخفاض مستويات التعليم.
- تاريخ من التعرض لسوء المعاملة.
- اضطراب الشخصية المعادي للمجتمع.
- القواعد المجتمعية التي تميز أو تعزى مكانة أعلى إلى الرجال وتقل مكانة المرأة.
- انخفاض فرص وصول المرأة إلى العمل المدفوع الأجر.

#### كيف يؤثر عنف الشريك الحميم على صحة المرأة العقلية
- تقدر الأمم المتحدة أن «35 في المائة من النساء في جميع أنحاء العالم قد تعرضن لعنف شريك حميم جسدي و/ أو جنسي أو عنف جنسي على يد شخص غير شريكهم (لا يشمل التحرش الجنسي) في مرحلة ما من حياتهم.» [42] يتم الإبلاغ عن التعرض للخطر بسبب عنف الشريك الحميم. في الواقع، تشير الأدلة إلى أن النساء اللواتي واجهن عنف الشريك الحميم أو العنف الجنسي يبلغن عن معدلات أعلى من الاكتئاب والذهان والإجهاض والإصابة بفيروس نقص المناعة البشرية، مقارنة بالنساء اللائي لم يواجهن. «يرتبط العنف المنزلي بالاكتئاب والقلق واضطراب ما بعد الصدمة وإدمان المواد المخدرة. بالإضافة إلى ذلك، يمكن للنساء اللائي يتعرضن للخطر تطوير أفكار انتحارية والاكتئاب واضطرابات ما بعد الصدمة والقلق.» [43] وجود العنف المنزلي في حياة النساء يسبب الاضطرابات النفسية بين النساء الناجيات من العنف المنزلي.

ووجدت دراسة أخرى أنه في مجموعة من النساء في جناح المرضى الداخليين بالمستشفيات النفسية، كانت النساء الناجيات من العنف المنزلي أكثر عرضةً للاكتئاب بمقدار الضعف مقارنة بالمرأة التي لم تكن كذلك.

### العنف الجنسي
يوفر التحالف الوطني ضد العنف المنزلي مبادئ توجيهية مفيدة للتمييز بين العنف الجنسي والعنف المنزلي. يصف العنف الجنسي بأنه سلوك مسيئ جنسي من قِبل شريك أو غير شريك يمكن أن يؤدي إلى الاغتصاب والاعتداء الجنسي. في بعض الأحيان، في العلاقات المسيئة، يمكن أن يتقاطع العنف الجنسي والعنف المنزلي. «ما بين 14 ٪ و 25 ٪ من النساء يتعرضن للاعتداء الجنسي من قبل شركاء حميمين خلال علاقتهن.» 
تشير التقديرات العالمية التي نشرتها منظمة الصحة العالمية إلى أن حوالي 1 من كل 3 (35 ٪) من النساء في جميع أنحاء العالم عانين من العنف الجنسي الجسدي أو عنف جنسي من شخص غير شريكهم.
يؤثر العنف الجنسي بشكل متزايد على المراهقات اللائي يتعرضن لممارسة الجنس القسري والاغتصاب والاعتداء الجنسي. تعرضت ما يقرب من 15 مليون فتاة مراهقة (تتراوح أعمارهن بين 15 و 19 عامًا) في جميع أنحاء العالم لممارسة الجنس القسري (الجماع الجنسي القسري أو غيرها من الأفعال الجنسية) في مرحلة ما من حياتهم.

#### كيف يؤثر العنف الجنسي على صحة المرأة العقلية
من المحتمل أن يؤثر الاعتداء الجنسي والاغتصاب على الصحة العقلية للمرأة على المدى القصير والطويل. بالإضافة إلى ذلك، يكون ضحايا الاغتصاب أو الاعتداء الجنسي أكثر عرضة للإصابة بالاكتئاب، اضطرابات ما بعد الصدمة، اضطرابات استخدام المواد المخدرة، اضطرابات الأكل والقلق.
على سبيل المثال، تشير البيانات إلى أن 30 إلى 80 في المئة من الناجين من الاعتداء الجنسي يصابون باضطراب ما بعد الصدمة.

## التحيز بين الجنسين في الطب
يوجد تحيز جنساني في علاج الاضطرابات النفسية. وفقا لدراسة أجرتها منظمة الصحة العالمية، «من المرجح أن يشخص الأطباء الاكتئاب لدى النساء أكثر مقارنة بالرجال، حتى عندما يكون لديهم درجات مماثلة في مقاييس قياسية للاكتئاب أو تظهر لديهم أعراض مماثلة».
تبعا لذلك، فإن القوالب النمطية الجنسانية فيما يتعلق بالتعرض المفرط للمرأة للمشاكل العاطفية وارتفاع خطر إدمان الكحول بين الرجال تعزز الوصمة الاجتماعية. الرجال والنساء عن طيب خاطر أو عن غير طيب خاطر مضطرون لاستيعاب هذه الصور النمطية. هذا الاستيعاب هو إذن عائق أمام التشخيص الدقيق وعلاج الاضطرابات العقلية. في الواقع، من المرجح أن تكشف النساء عن اضطرابات الصحة العقلية لأطبائهن بينما الرجال أكثر عرضة للكشف عن استخدام الكحول.

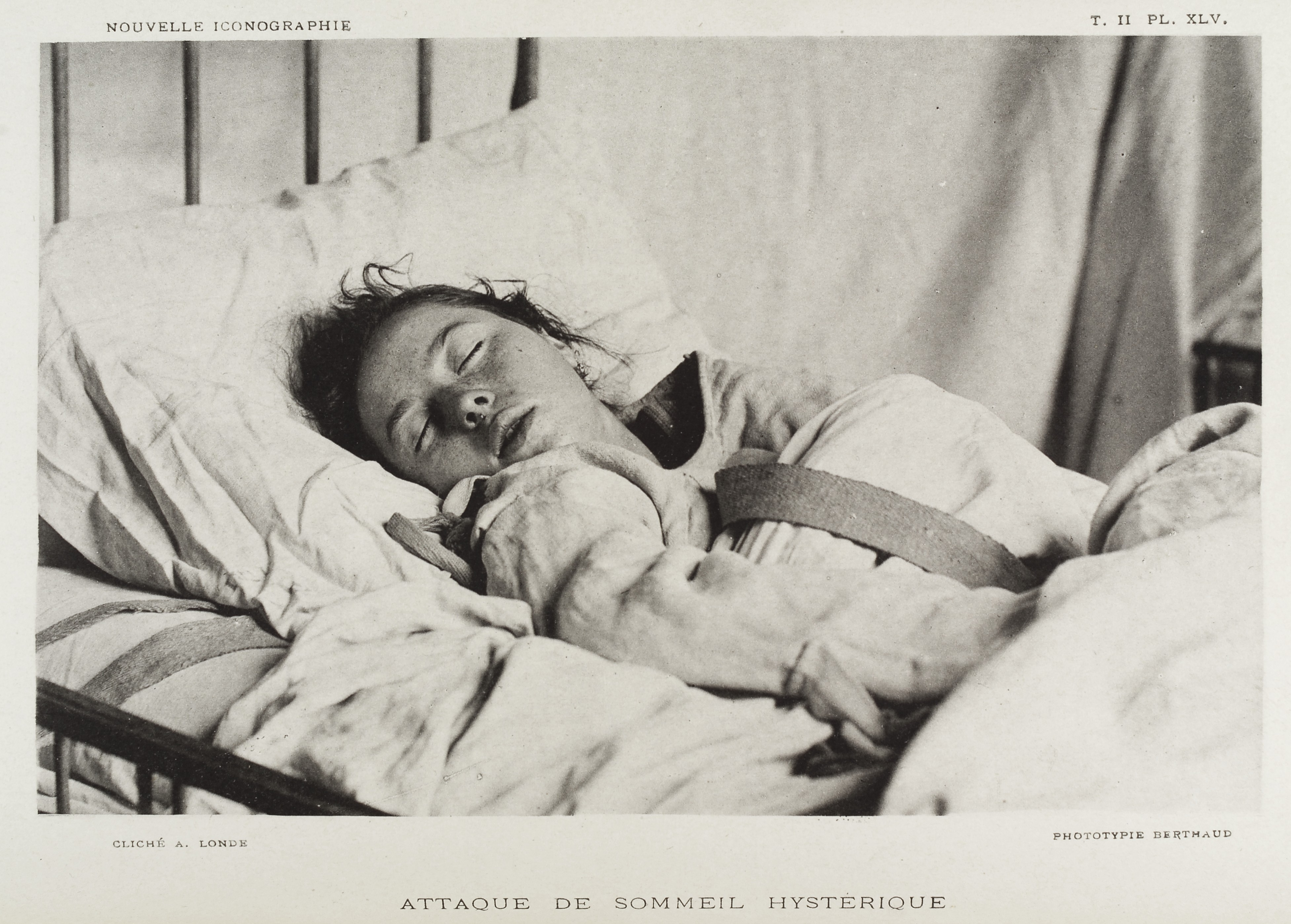
مريضة بالهستيريا

يعد تشخيص الهستيريا مثالًا ساطعًا على التشخيص الطبي الذي تم تطبيقه تقريبًا على النساء. طوال مئات السنين في أوروبا الغربية، كان يُنظر إلى الهستيريا على أنها فائض من العاطفة ونقص في ضبط النفس، الأمر الذي يؤثر في الغالب على النساء. تم استخدام التشخيص كشكل من أشكال العلامات الاجتماعية لثني النساء عن المجازفة خارج دورهن، وهي أداة للسيطرة على التحرر المتزايد للمرأة.
يؤثر التحيز الضمني في الطب أيضًا على الطريقة التي يتم بها تشخيص مرضى المثليات والمثليين ومزدوجي الميل الجنسي ومغايري الهوية الجنسية من قبل أطباء الصحة العقلية. بسبب التحيز الاجتماعي والطبي الداخلي، فإن الأطباء أكثر عرضة لتشخيص الشاذين جنسياً بالقلق والاكتئاب والانتحار.

## الوضع الاجتماعي والاقتصادي
الوضع الاجتماعي والاقتصادي هو مصطلح عالمي يشير إلى مستوى دخل الفرد والتعليم والوضع في المجتمع. تتفق معظم أبحاث العلوم الاجتماعية على حقيقة أن هناك علاقة سلبية بين الحالة الاقتصادية والاجتماعية والمرض العقلي، وهو عند انخفاض الحالة الاجتماعية والاقتصادية يرتفع مستوى المرض العقلي. وجد الباحثون أن هذه العلاقة ثابتة لأي مرض عقلي تقريبًا، من الحالات النادرة مثل الفصام إلى الأمراض العقلية الأكثر شيوعًا مثل الاكتئاب.

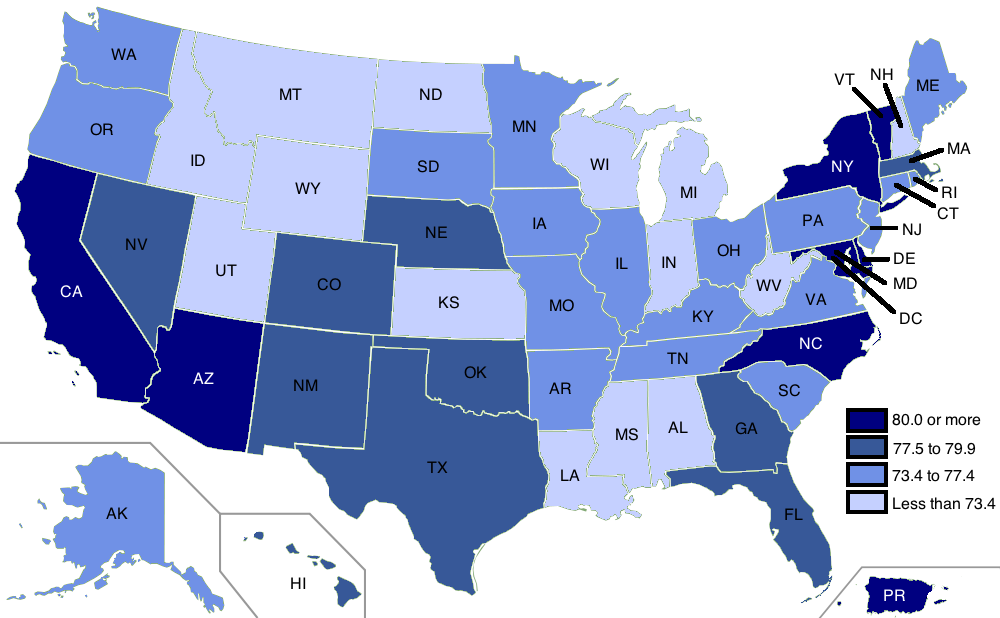
الفجوة في الأجور بين الجنسين في الولايات المتحدة بالولاية في عام 2006

### الفوارق بين الجنسين في الوضع الاجتماعي والاقتصادي
الوضع الاجتماعي والاقتصادي هو عامل رئيسي في تحديد الفرص المتاحة ونوعية الحياة. من المعروف أن التفاوتات في الثروة ونوعية الحياة للمرأة موجودة محليا وعالميا. وفقًا لمسح أجراه مكتب الإحصاء الأمريكي عام 2015، في الولايات المتحدة، فإن معدلات الفقر لدى النساء أعلى من الرجال. في الواقع، أكثر من 1 من كل 7 نساء (حوالي 18.4 مليون) عاشن في فقر في عام 2014.
عندما يتعلق الأمر بالدخل والقدرة على الكسب في الولايات المتحدة، فإن النساء يعانين مرة أخرى من الحرمان الاقتصادي. في الواقع، يحصل الرجل على أجر أعلى من النساء مقابل نفس المستوى من التعليم والمجال المهني المماثل. على الرغم من تضييق فجوة الأجور بمرور الوقت، وفقًا لمسح مكتب الإحصاء الأمريكي، فقد كان لا يزال 21 ٪ يقعن تحت الفرق في عام 2014. بالإضافة إلى ذلك، يؤثر الحمل سلبًا على الفرص المهنية والتعليمية للنساء لأن حالات الحمل غير المخطط لها يمكن أن تمنع النساء من إنهاء تعليمهن أو الاستمرار في العمل.

## الاختلافات البيولوجية
تم إجراء أبحاث حول تأثير الاختلافات البيولوجية بين الذكور والإناث على التعرض لكل من اضطراب ما بعد الصدمة والاكتئاب.

### اضطراب ما بعد الصدمة
الاختلافات البيولوجية هي آلية مقترحة تسهم في ملاحظة الاختلافات بين الجنسين في اضطراب ما بعد الصدمة. تم اقتراح إلغاء تنظيم محور الغدة النخامية - الغدة الكظرية لكل من الرجال والنساء. يساعد محور الغدة النخامية - الغدة الكظرية على تنظيم استجابة الفرد للإجهاد عن طريق تغيير كمية هرمونات الإجهاد المنبعثة في الجسم مثل الكورتيزول.  ومع ذلك، وجد التحليل التلوي أن النساء لديهن خلل في التنظيم أكبر من الرجال. وجد أن النساء لديها تركيزات منخفضة من الكورتيزول المتداولة مقارنة بالقيم الصحية، حيث لم يكن لدى الرجال هذا الاختلاف في الكورتيزول. أفادت التقارير أن محور الغدة النخامية - الغدة الكظرية في النساء أكثر عرضة لتقييم الأحداث على أنها مرهقة والإبلاغ عن ضائقة أعلى استجابة للأحداث الصادمة مقارنة بالرجال، مما قد يؤدي إلى زيادة عدم تنظيم هرمونات محور الغدة النخامية - الغدة الكظرية لدى النساء أكثر من الرجال.  ومع ذلك، فإن الأبحاث التي تبحث في التفسيرات البيولوجية المحتملة للاختلافات بين الجنسين في اضطراب ما بعد الصدمة هي في مهدها، وهناك حاجة إلى مزيد من البحث قبل استخلاص النتائج.

### الاكتئاب
إحدى الفرضيات الحالية هي أن النساء أكثر عرضة من الرجال للإصابة بـعدم تنظيم محور الغدة النخامية - الغدة الكظرية استجابةً لحدث مؤلم، كما في اضطراب ما بعد الصدمة. قد يحدث خلل التنظيم هذا نتيجة لزيادة احتمالية تعرض النساء لحدث صادم، حيث كان من المعروف أن الأحداث الصادمة تساهم في خلل تنظيم محور الغدة النخامية - الغدة الكظرية.  يمكن للاختلافات في مستويات هرمون الإجهاد التأثير على الحالة المزاجية بسبب التأثير السلبي لتركيزات عالية من الكورتيزول على المواد الكيميائية الحيوية التي تسود المزاج المنتظم مثل السيروتونين. 

## آليات التكيف فياضطراب ما بعد الصدمة
بالنسبة إلى اضطراب ما بعد الصدمة، تم اقتراح فروق بين الجنسين في آليات المواجهة كتفسير محتمل للاختلافات بين الجنسين الملحوظة في معدلات انتشار اضطراب ما بعد الصدمة. اضطراب ما بعد الصدمة هو تشخيص شائع مرتبط بالإساءة والصدمات للرجال والنساء، أكثر مشاكل الصحة العقلية شيوعًا للنساء الناجيات من الصدمات هي الاكتئاب. لقد وجدت الدراسات أن المرأة تميل إلى الاستجابة بشكل مختلف للمواقف العصيبة من الرجال. على سبيل المثال، الرجال هم أكثر عرضة من النساء للرد باستخدام استجابة القتال ضد القتال.  بالإضافة إلى ذلك، من المرجح أن يستخدم الرجال المواجهة التي تركز على المشكلات،  والمعروف أنها تقلل من خطر الإصابة باضطراب ما بعد الصدمة عندما يكون هناك إجهاد ضمن سيطرة الفرد. وفي الوقت نفسه، يُعتقد أن النساء يستخدمن استراتيجيات المواجهة التي تركز على العاطفة.  كذلك، فإن النساء أكثر عرضة للانخراط في استراتيجيات مثل التفكير بالتمني وفك الارتباط العقلي وقمع الذكريات المؤلمة.وجد أن استراتيجيات المواجهة هذه في البحوث تترافق مع زيادة احتمال الإصابة باضطراب ما بعد الصدمة.  النساء أكثر عرضة لإلقاء اللوم على أنفسهم في أعقاب حدث صادم أكثر من الرجال، والذي وجد أنه يزيد من خطر إصابة الفرد باضطراب ما بعد الصدمة.  بالإضافة إلى ذلك، وُجد أن النساء أكثر حساسية لفقدان الدعم الاجتماعي بعد حدث صادم أكثر من الرجال.  من المحتمل أن تلعب مجموعة متنوعة من الاختلافات في آليات المواجهة دوراً في الاختلافات بين الجنسين الملحوظة في اضطراب ما بعد الصدمة.
لمزيد من المعلومات حول الاختلافات بين الجنسين في آليات المواجهة، راجع صفحة مسايرة (علم نفس).

## آلية التكيف بين مجتمع الشاذين جنسياً
كل فرد لديه طريقته الخاصة للتعامل مع المشاعر والمواقف الصعبة. في كثير من الأحيان، ستؤثر آلية التكيف التي يتبناها أي شخص اعتمادًا على ما إذا كانت آمنة أو محفوفة بالمخاطر على صحتهم العقلية. تميل آليات التأقلم هذه إلى التطور خلال حياة الشباب والبلوغ. بمجرد تبني آلية مواجهة محفوفة بالمخاطر، يكون من الصعب غالبًا على الفرد التخلص منها.
تنطوي آليات المواجهة الآمنة -عندما يتعلق الأمر بالاضطرابات النفسية- تنطوي على التواصل مع الآخرين ورعاية الجسد والصحة العقلية والدعم والمساعدة في البحث.

بسبب الوصمة العالية التي غالباً ما يتعرضون لها في المدارس والأماكن العامة والمجتمع بشكل عام، فإن مجتمع المثليين وخاصة الشباب منهم أقل عرضة للتعبير عن أنفسهم والسعي للحصول على المساعدة والدعم، بسبب نقص الموارد والمساحات الآمنة المتاحة لهم للقيام بذلك. نتيجة لذلك، من المرجح أن يتبنى مرضى الشاذين جنسياً آليات مواجهة محفوفة بالمخاطر.
تتضمن هذه الآليات المحفوفة بالمخاطر استراتيجيات مثل إيذاء النفس أو تعاطي المخدرات أو السلوك الجنسي المحفوف بالمخاطر لأسباب عديدة، بما في ذلك: محاولة الابتعاد عن المشاعر الساحقة أو عدم الشعور بها واكتساب الإحساس بالسيطرة والعقاب الذاتي والتواصل غير اللفظي لنضالاتهم مع الآخرين.